# Ričardas Malinauskas
Ričardas Malinauskas (* 22. April 1965 in Skaisčiūnai, Rajon Kapsukas) ist ein litauischer Politiker und Unternehmer, Bürgermeister der Gemeinde Druskininkai.

## Leben
Von 1972 bis 1974 lernte Malinauskas in Skaisčiūnai bei Marijampolė, von 1974 bis 1979 in Alksniupiai und von 1979 bis 1980 in Palonai bei Radviliškis in der Rajongemeinde Radviliškis. Nach dem Abitur von 1980 bis 1983 an der Mittelschule Baisogala studierte er von 1983 bis 1984 am Politechnikos institutas in Kaunas und von 1984 bis 1987 an der Lietuvos žemės ūkio akademija in der Rajongemeinde Kaunas. 2003 absolvierte er das Diplomstudium der Wärme-Energiewirtschaft an der Kauno technologijos universitetas und wurde Ingenieur.
Von 1993 bis 2000 war er Inhaber und Generaldirektor des Pilz-Handelsunternehmens UAB „Hesona“.  2000 wurde er Bürgermeister von Druskininkai. Damals war er Mitglied der LDDP und Vater der drei Kinder.
Von 2001 bis April 2016 war Malinauskas Mitglied der Lietuvos socialdemokratų partija. Ab 2015 war er stellvertretender Parteivorsitzender der LSDP, Stellvertreter von Algirdas Butkevičius. Von 2003 bis 2007 leitete er den Verband Lietuvos savivaldybių asociacija.
1998–2001 war er baltischer Autocross-Meister. Ihm wurde auch der Titel des nationalen Sportmeisters verliehen.

## Familie
Sein Vater ist Viliumas Malinauskas (* 1942),  Unternehmer, Museumsleiter und -gründer, Träger des Ig-Nobelpreises.
Ričardas Malinauskas ist zweimal geschieden. Mit der ersten Ehefrau Daiva hat er drei Kinder, zwei Töchter Evelina  und Sandra sowie den Sohn Tomas. Von 2010 bis 2014 war er mit der zweiten Ehefrau Ineta verheiratet, die 17 Jahre jünger war. und hat den Sohn Ričardas (* 2011).